# Хюндай
 Тази статия е за южнокорейския чебол.  За производителя на автомобили вижте Хюндай Мотор Компани.  За машиностроителното предприятие вижте Хюндай Хеви Индъстрис.
Hyundai Group (на корейски: 현대그룹; ˈhjəːndɛ) е южнокорейски чебол (голям конгломерат от предприятия в различни отрасли) със седалище в Сеул.
Основан е през 1947 г. от Чон Чжу-йън като Hyundai Engineering & Construction, строителна компания, която скоро става най-голямата строителна компания в Корея. По-специално, тя изпълнява престижната правителствена поръчка за изграждането на 400-километрова високоскоростна магистрала между Сеул и Пусан. През следващите години с държавна подкрепа компанията бързо се разраства в различни сектори, превръщайки се във втория по значение чебол. След Азиатската финансова криза от 1997 г. и смъртта на Чон през 2001 г. голяма част от дейността на групата се обособява в отделни независими компании, сред които производителя на автомобили Hyundai Motor Group, машиностроителната група Hyundai Heavy Industries и Hyundai Department Store Group. По състояние към 2022 г., Hyundai Group се фокусира върху производство на асансьори, обслужване на контейнери и туризъм до планината Къмгансан в Северна Корея.

## Дъщерни компании
Дъщерни компании към 2022 г.:
- Hyundai Elevator – производство на асансьори и ескалатори, основана през 1984 г., 4 хил. служители.
- Hyundai Asan – севернокорейски туристически комплекс Asan на планината Къмгансан; основана през 1999 г., 173 служители.
- Hyundai Movex – системи за автоматизация на логистични центрове (сортиращи транспортьори, турникети и др.); основана през 2011 г., 376 служители.
- Hyundai Global – консултации за възобновяема енергия; основана през 2019 г., 32 служители.
- Hyundai Research Institute – изследователска и образователна институция, основана през 1986 г., 100 служители.
- Hyundai Investment Partners – инвестиционно консултиране, рисково финансиране; основана през 2008 г., 8 служители.
- Able Hyundai Hotel and Resort е отделен хотелски комплекс в Сеул и верига от пекарни; основана през 2010 г., 300 служители.
- Bloomvista – хотел; основан през 2013 г., 60 служители.
- Hyundai Network – услуги за управление на други компании от групата; основана през 2005 г., 23 служители.
- Hyundai GBFMS – организация за управление на предприятия в Ю. Корея и други страни от Азиатско-тихоокеанския регион; основана през 2015 г., 50 служители.